# Ewald Launspach
Ewald Launspach (* 6. August 1931 in Bremen; † 24. April 2015 in Bremen) war ein deutscher Politiker (SPD) und Mitglied der Bremischen Bürgerschaft.

## Biografie

### Beruf
Launspach hat den Beruf eines Kaufmanns erlernt. Er war in Bremen Taxiunternehmer und als Geschäftsführer eines Verbandes tätig. Von 1964 bis 1981 war er Vorsitzender und danach Ehrenvorsitzender von Taxi-Ruf Bremen.

### Politik
Er war seit den 1950er Jahren Mitglied der SPD. Er war unter anderem Vorsitzender und Mitglied im Vorstand des SPD-Ortsvereins Osterholz Tenever im Stadtteil Bremen-Osterholz, Vorsitzender des SPD-Stadtkreises Osterholz und Mitglied im Vorstand des SPD-Ortsvereins Osterholz. Er war als Unterbezirks- und Landesdelegierter langjährig in der Partei aktiv.
Er war zudem langjähriger Vorsitzender der Arbeitsgemeinschaft Selbständige in der SPD (AGS) in Bremen.
Er war Mitglied im Beirat des Stadtteils Osterholz.

Von 1967 bis 1987 war er 20 Jahre lang Mitglied der Bremischen Bürgerschaft und in zahlreichen Deputationen und Ausschüssen der Bürgerschaft tätig, u. a. in der Berufs- und Fachschuldeputation und der Deputation für Häfen, Schifffahrt und Verkehr. 1969 trug seine Initiative dazu bei, dass bis 1972 die Gesamtschule Bremen-Ost errichtet wurde.

### Weitere Mitgliedschaften
- Vorsitzender der Fachvereinigung Personenverkehr
- Vorsitzender der Arbeitsgemeinschaft Selbständige in der SPD (AGS) in Bremen
- Gründungsmitglied der Nachbarschaft Bultenweg